# Ерих Абрахам
Ерих Абрахам (на немски: Erich Abraham) (1895 – 1971) е немски генерал от пехотата, който служи по време на Втората световна война. Той командва XLIII. Армейски корпус на Западния фронт през 1945 година.
Ерих Абрахам е роден в Мариенбург в Западна Прусия
и умира на 7 март 1971 г. във Висбаден.

## Военна кариера
Абрахам се присъединява доброволно на 4 август 1914 г. в армията и на 11 юли 1915 г. му е възложено да командва 341-ви пехотен полк като лейтенант от резерва. Подполковник Абрахам напуска военната служба на 20 май 1920 г. и се присъединява към полицията като лейтенант. На 15 октомври 1935 г. той отново се присъединява към военната служба в чин майор и като командир на 18-и пехотен полк.

## Награди
- Железен кръст – (1914 г.)
  - II степен (2 септември 1915 г.)
  - I степен (27 юни 1917 г.)
- Сребърна пластинка към Железния кръст
- Германски кръст – Златен (7 март 1942 г.) като Полковник и командир на 230-и пехотен полк[1]
- Рицарски кръст с дъбови листа
  - Носител на Рицарски кръст (13 ноември 1942 г.) като Полковник и командир на 230-и пехотен полк[2]
  - Носител на дъбови листа №516 (26 юни 1944 г.) като Генерал-лейтенант и командир на 76-а Пехотна дивизия[2]
- Пехотна щурмова значка – (3 юни 1943 г.)
- Орден на Короната (Румъния) – (22 юни 1942 г.)